# Sinagoga Portuguesa de Amesterdão

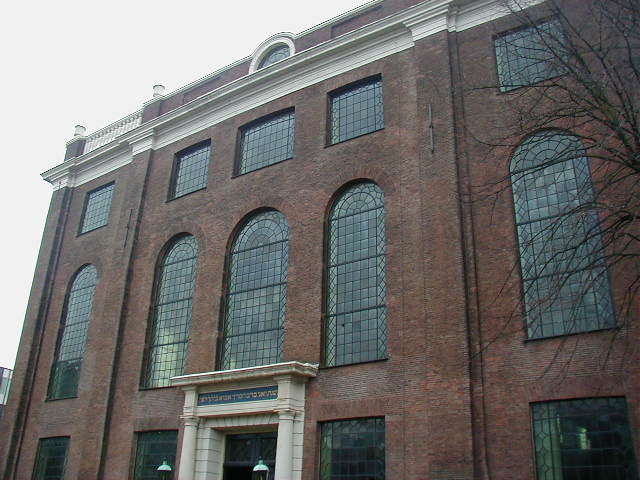
Sinagoga Portuguesa de Amesterdão

A Sinagoga Portuguesa de Amesterdão (português europeu) ou Amesterdã (português brasileiro), denominada de Esnoga, é uma sinagoga dos Países Baixos, situada numa rua (Visserplein) próxima do centro histórico de Amesterdão, em frente ao Museu da História Judaica de Amesterdão. É um edifício monumental que foi construído no século XVII (o chamado "século de ouro da Holanda") pela congregação de judeus de origem sefardita da cidade, a Congregação Portuguesa Israelita de Amesterdão. Hoje, após a Segunda Guerra Mundial e o resultante extermínio dos judeus (Holocausto), não existem mais do que 700 membros da congregação. Apesar disso, o imponente edifício, que escapou milagrosamente à destruição pelos nazis (a maioria das sinagogas alemãs foram incendiadas) permanece aberto ao público todos os dias das 10h às 16h, com excepção do Sábado (Shabat), dia em que está fechada.
A 12 de setembro de 1670 o terreno foi comprado para a construção da Sinagoga Portuguesa de Amesterdão. Foi projectada pelo arquitecto neerlandês Elias Bouman. As obras começaram a 17 de Abril de 1671. A esnoga seria inaugurada a 2 de agosto de 1675. Ainda hoje o Sefardi é utilizado como língua litúrgica.

## História da Comunidade Sefardita de Amesterdão
Após a expulsão dos judeus de Espanha pelos "Reis Católicos" através do Decreto de Alhambra de 1492, cerca de 130 000 fugiram para Portugal, onde havia 50 000 judeus portugueses.
Em 1496/1497, no reinado de D. Manuel I, todos eles seriam obrigados à conversão ao catolicismo, quer fossem judeus portugueses ou espanhóis. Começava a perseguição activa aos judeus em Portugal, que se iria consolidar com a entrada em funcionamento em 1540 do Tribunal da Inquisição, que perdurou até 1821.
Foi a partir daqui que se falou dos chamados "cristãos-novos", ou seja, os descendentes dos judeus convertidos à força. Foram perseguidos e oprimidos, por várias razões. Muitas vezes por inveja do seu poder económico — a Igreja Católica desempenhava um papel desencorajador da actividade económica, proibindo a usura — ou cultural — grande parte dos judeus sabia ler, enquanto que a esmagadora maioria dos católicos era analfabeta.
Por volta de 1596, muitas famílias portuguesas de ascendência judaica, cansadas da opressão em Portugal e desejosas de voltar a praticar abertamente a sua religião, rumaram a Amesterdão (entre muitos outros destinos de refúgio).
Nessa altura, entre 1580 e 1640, Portugal pertencia à União Ibérica da Dinastia Filipina, uma aliança de tradição católica, em guerra aberta com a Inglaterra (ver: Armada Invencível) e a Holanda, países protestantes. A Holanda, país onde a Reforma Protestante ganhara muitos adeptos, tinha sido um território dependente da Espanha católica, e lutava agora pela independência política e religiosa (ver: Guerra dos 80 Anos, a guerra da independência holandesa).
Assim se explica que não só os judeus portugueses que se refugiaram em Amesterdão, mas também os judeus espanhóis, se tenham rotulado de "Portugueses" para evitar a identificação com a Espanha inimiga.

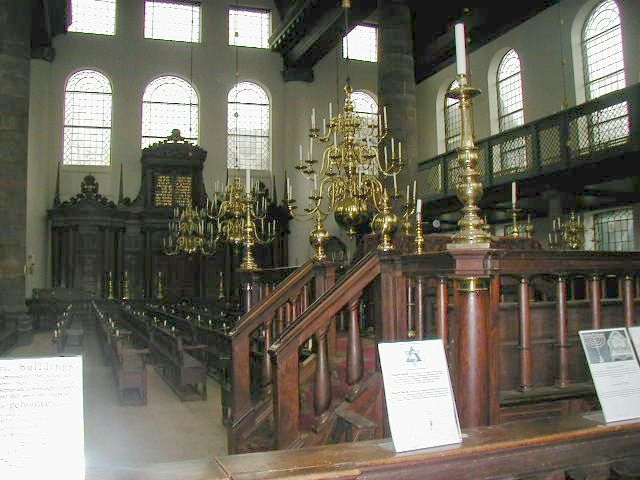
Interior da Sinagoga.

Em 1599 havia apenas cerca de uma centena de portugueses em Amesterdão. Em 1610 seriam perto de 200. Por volta de 1725 seriam já 2 500.
Os judeus ibéricos (os chamados Sefarditas) em breve se tornariam uma minoria, com o afluxo de judeus dos territórios da Europa de Leste (os chamados Asquenazitas), mais numerosos mas normalmente mais pobres do que os judeus sefarditas, que ganharam na Holanda um rótulo de gente de cultura, de dinheiro e influência política. Hoje, os nomes de família portugueses na Holanda (muito poucos, depois da invasão pela Alemanha na Segunda Guerra Mundial mais de 80% dos judeus holandeses foram exterminados pelos Nazis), têm ainda uma aura de prestígio, intimamente ligado ao afluxo de judeus portugueses nos séculos XVI e XVII.
Os judeus portugueses desempenharam um papel importante no desenvolvimento cultural e económico da República dos Países Baixos. Desfrutaram ali da liberdade de culto e de expressão, invejáveis para a maioria dos judeus nas restantes partes do mundo.
A comunidade judaica portuguesa produziria muitas figuras de renome nacional e internacional, rabinos, eruditos, filósofos, banqueiros, fundadores de companhias de comércio internacional: Gracia Nasi, Isaac de Pinto, David Ricardo, Menasseh ben Israel, Isaac Aboab da Fonseca, Uriel Acosta, Baruch de Espinoza, entre outros.

## Historiadores
O historiador António José Saraiva, na sua obra "Inquisição e Cristãos-Novos", viu na saída das comunidades judaicas da península ibérica no século XVI um factor prejudicial para as sociedades e economias ibéricas, anunciando o declínio de Portugal e Espanha no concerto da nações, então no auge da sua influência. O historiador norte-americano David Landes, ao resumir as posições do Saraiva, assim escreve em "A riqueza e pobreza das nações":
"Quando os Portugueses conquistaram o Atlântico Sul, eles estavam na linha da frente das técnicas de navegação. A abertura para a aprendizagem com sábios estrangeiros, muitos deles Judeus, tinha trazido conhecimento que se traduzia directamente na aplicação prática, e quando em 1492 os Espanhóis decidiram obrigar os seus Judeus a adoptar o Cristianismo ou a sair, muitos encontraram refúgio em Portugal, então com uma política mais relaxada face ao Judaísmo. Mas em 1497, pressão da Igreja Romana e de Espanha levou a coroa portuguesa a abandonar esta tolerância. Cerca de 70 000 judeus foram forçados a um baptismo meramente formal. Em 1506, Lisboa viu o seu primeiro pogrom, que matou dois mil Judeus "convertidos" (a Espanha já vinha fazendo o mesmo desde há duzentos anos). A partir daí a vida intelectual e científica de Portugal desceu a um abismo de intolerância, fanatismo e pureza de sangue.
O declínio foi gradual. A Inquisição portuguesa foi instalada apenas na década de 1540 e queimou o seu primeiro herético em 1543; mas só se tornou cruelmente amedrontante a partir de 1580, após a união das coroas portuguesa e espanhola sob a pessoa de Filipe II de Espanha. Entretanto, os cripto-judeus, incluindo Abraão Zacuto e outros astrónomos, acharam a vida em Portugal suficientemente perigosa para saírem em grandes números.
… Os cientistas, matemáticos e físicos cripto-judeus do passado tinham saído. Nenhuma outra minoria dissidente apareceu para tomar o lugar deles… se os ganhos da troca de mercadorias são importantes, esses ganhos são ainda pequenos comparados com os ganhos da troca de ideias".